# Spálov
Spálov là một chợ huyện thuộc huyện Nový Jičín, vùng Moravskoslezský, Cộng hòa Séc.